# Накера
Накера (ісп. Náquera (офіційна назва), валенс. Nàquera) — муніципалітет в Іспанії, у складі автономної спільноти Валенсія, у провінції Валенсія. Населення — 5643 особи (2010).

## Географія
Муніципалітет розташований на відстані близько 290 км на схід від Мадрида, 20 км на північ від Валенсії.

## Демографія
Динаміка населення (INE ):

## Галерея зображень

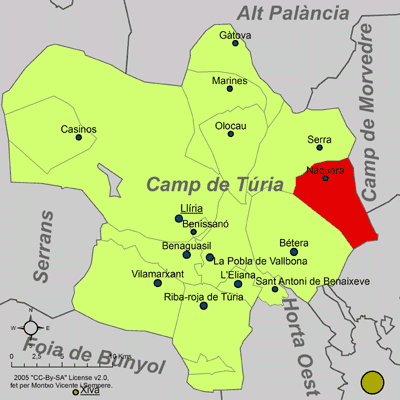
Розташування муніципалітету Накера у комарці Кампо-де-Турія
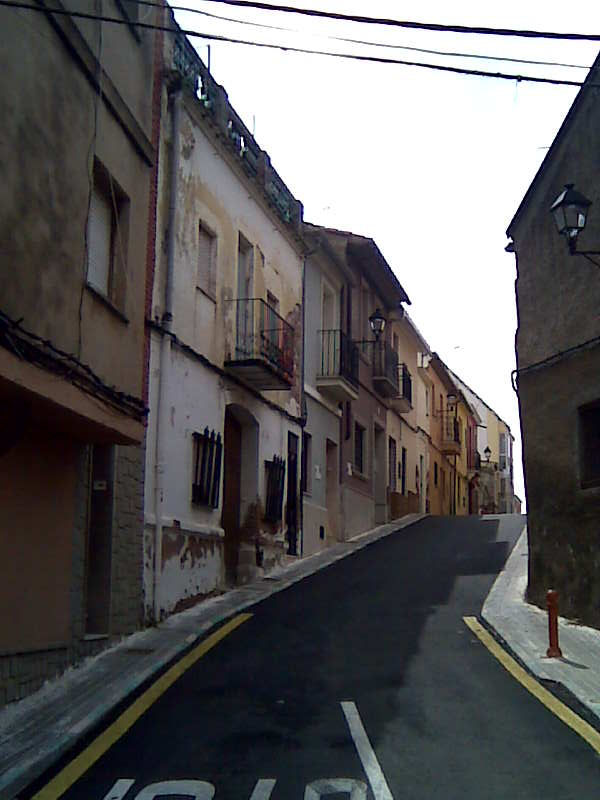
Вулиця у Накері